# SACA
Automobiles SACA war ein belgischer Hersteller von Automobilen und Nutzfahrzeugen.

## Unternehmensgeschichte
Das Unternehmen war am Place Van Meyel in Etterbeek ansässig. Zwischen 1924 und 1927 stellte es Kraftfahrzeuge her. Der Markenname lautete SACA. Davon abweichend ist auch die Bauzeit 1924 bis 1925 angegeben.

## Fahrzeuge
Das Unternehmen stellte Fahrzeuge auf Basis des Ford Modell T her. Neben Neuwagen sind auch Umbauten von Gebrauchtwagen überliefert. Das Fahrgestell wurde tiefergelegt und verlängert sowie die Karosserie verändert. Außerdem erhielten die Fahrzeuge Vierradbremsen. Änderungen am Vierzylindermotor mit 95,25 mm Bohrung, 101,6 mm Hub und 2896 cm³ Hubraum sind nicht bekannt.
Eine zweitürige Limousine mit vier Seitenfenstern erhielt einen Preis in seiner Klasse bei einem Wettbewerb in den Niederlanden. Es bleibt unklar, ob es eine Schönheitskonkurrenz oder ein Rennen war. Im August 1926 wurde darüber berichtet. Gemeldet wurde das Fahrzeug von einem Herrn de Groot aus Amsterdam. Ein Herr C. L. de Groot war offizieller Ford-Händler in Amsterdam. Die Verbindung zu SACA ist unklar.
Eine viertürige Limousine mit sechs Seitenfenstern wurde in Leiden in den Niederlanden als Taxi eingesetzt. Das Emblem besteht aus den vier übereinander angeordneten Buchstaben SACA oberhalb des Kühlergrills auf der Kühlergrillumrandung.
Außerdem entstanden auf speziellen Fahrgestellen von Dyle et Bacalan Lastwagen mit Ford-Motoren und Vierganggetriebe.